# Flickornas individuella skicklighet i ishockey vid olympiska vinterspelen för ungdomar 2016
Flickornas individuella skicklighet i ishockey vid olympiska vinterspelen för ungdomar 2016 arrangerades i Kristins hall i Lillehammer, Norge, mellan den 13 och 16 februari 2016. Tävlingen bestod av kval och final där deltagarna samlade poäng i de sex momenten snabbåkning, prickskytte, skicklighetsåkning, snabbskjutning, passningsförmåga och puckkontroll. Deltagarna var födda mellan 1 januari 2000 och 31 december 2001.

## Kval
Kvaltävlingen genomfördes den 13 och 14 februari 2016.
     Tävlande markerade med grön färg blev kvalificerade till finaltävlingen
| Pl. | Nr | Namn                 | Nation         | Poäng |
| --- | -- | -------------------- | -------------- | ----- |
| 1   | 17 | Theresea Schafzahl   | Österrike      | 18    |
| 2   | 6  | Sena Takenaka        | Japan          | 17    |
| 3   | 13 | Madison Poole        | Australien     | 16    |
| 4   | 21 | Millie Rose Sirum    | Norge          | 15    |
| 5   | 3  | Eom Su Yeon          | Sydkorea       | 15    |
| 6   | 3  | Tabea Botthof        | Tyskland       | 14    |
| 7   | 16 | Martina Fedorova     | Slovakien      | 12    |
| 8   | 8  | Anita Muraro         | Italien        | 12    |
| 9   | 2  | Chinouk van Calster  | Belgien        | 11    |
| 10  | 10 | Verity Lewis         | Storbritannien | 11    |
| 11  | 22 | Kiia Nousiainen      | Finland        | 8     |
| 12  | 98 | Maree Dijkema        | Nederländerna  | 7     |
| 13  | 4  | Diana-Alexandra Iuga | Rumänien       | 7     |
| 14  | 12 | Daria Maksimtjik     | Belarus        | 7     |
| 15  | 14 | Katarzyna Wybiral    | Polen          | 7     |
| 16  | 21 | Iara Haiek           | Argentina      | 6     |

## Final
Finaltävlingen genomfördes den 16 februari 2016.
| Pl. | Nr | Namn              | Nation     | Poäng |
| --- | -- | ----------------- | ---------- | ----- |
| 1   | 6  | Sena Takenaka     | Japan      | 16    |
| 2   | 8  | Anita Muraro      | Italien    | 14    |
| 3   | 17 | Theresa Schafzahl | Österrike  | 13    |
| 4   | 21 | Millie Rose Sirum | Norge      | 12    |
| 5   | 13 | Madison Poole     | Australien | 12    |
| 6   | 3  | Eom Su Yeon       | Sydkorea   | 9     |
| 7   | 16 | Martina Fedorova  | Slovakien  | 7     |
| 8   | 3  | Tabea Botthof     | Tyskland   | 7     |